# 无限集合
无限集合是由无限个元素组成的集合，也称无穷集合或无限集。無限集合一般常見的例子有自然数集、整數集、有理数集等。無限集合分為可數集和不可數集。
自然数集是公理直接要求是无限集合的唯一集合。 

## 历史
集合論中，集合主要分為有限集合與無限集合。有限集合很多的性質是顯而易見的，而無限集合的非有限性，使得其一些基本性質也變得並不顯而易見。個別的數學家甚至質疑諸如选择公理等基本公設使用在無限集合身上是否仍然正確。罗素悖论提出以後，一些激進的數學哲學家提倡禁止在數學中使用無限集合以挽救第三次數學危機。

## 示例

### 无穷可数集合
整数集{\displaystyle \mathbb {Z} =\{\ldots ,-1,0,1,2,\ldots \}}是一个可数的无穷集合。整数的某些子集也是可数的无限集合，如：偶数集、奇数集等。

### 无穷不可数集合
实数集{\displaystyle \mathbb {R} }、无理数集等都是无穷不可数集合。

## 特性
在无限集合中，集合大小的比较不是显然的。
- 在基数意义下，一个集合的真子集可以等于自身，例如：

偶數和整數哪個多？
整數：{\displaystyle \ldots ,-1,0,1,2,3,4,5,\ldots ,n}
偶數：{\displaystyle \ldots ,-2,0,2,4,6,8,10,\ldots ,2n}
通過建立一一對應的關係，可以證明偶數和整數在基数意义下一樣多，雖然這有悖於一般認識。
- 在密度意义下，同样的例子里，偶数集的大小是自然集的一半：

对于{\displaystyle N\to \infty }，小于{\displaystyle N}的偶数数目 与 小于{\displaystyle N}的整数数目 的比值趋近于{\displaystyle 0.5}。